# Château de Balanzac
Le château de Balanzac est à Balanzac, en Charente-Maritime.

## Historique
Il est attesté qu'en 1336, Jeanne d'Ars, dame d'Ars et de Balanzac, (fille de Gombaud II ou III, seigneur d'Ars, de Chadenac et de Balanzac et d'Isabelle de Brie), épouse Guillaume de Brémond (fils de Pierre V de Brémond et de Marie Caraffe).
En 1652 le château de Balanzac était suffisamment fortifié pour que la population du village y trouve refuge.
Le château (façades et toitures) a été inscrit à monument historique le 16 avril 1957, et l'arrêté du 4 octobre 1994 a étendu l'inscription au sol de la parcelle, l'enceinte avec ses tours et sa chapelle, le puits, les bâtiments de communs, la galerie du château et ses boiseries

## Architecture
Une partie remonte au début du XVIe siècle. Il est au centre d'une vaste enceinte qui présente encore quelques éléments de défense.
Ce logis présente à ses quatre angles des échauguettes soutenues par des contreforts très massifs. Leurs ouvertures sont agrémentées d'un petit fronton triangulaire. Une d'elles a fait office de pigeonnier.
Sur la façade sud, la tour polygonale recouverte d'une toiture pyramidale est une tour d'escalier 
Après 1703 la toiture est en partie modifiée  avec un brisis au niveau des combles et les tuiles plates sont remplacées par des ardoises.
Le puits couvert au centre de la cour est surmonté d'une coupole de pierre.